# Bandal
Bandal war ein Längenmaß in Irland.
- 1 Bandal = 2 Fuß (engl.)[1] = 30,48 Zentimeter*2, was einer Länge von etwa 61 Zentimeter entsprach